# Rifugio Alpe Masnee
Das Rifugio Alpe Masneè (deutsch: Masneehütte) ist eine Hütte in der Ortschaft Maggia TI im Valle del Salto, einem Seitental des Maggiatales in den Tessiner Alpen. Sie gehört dem Patriziato von Maggia.

## Beschreibung
Die Hütte liegt auf 2063 m ü. M. am Fusse der Cima del Masnee 2206 m ü. M. und besteht aus fünf ehemaligen kleinen Alphütten aus Stein, die umgebaut und 2010 eingeweiht wurden. Das Patriziato wollte damit die Alp mit ihren traditionellen Hütten für die Nachwelt und den Tourismus erhalten.
Eine Hütte wurde unterhalb einer schrägen Steinplatte (sprüi, sprüc) gebaut. In einer ersten Hütte gibt es zwei Kochfelder, eines mit Holz und eines mit Erdgas sowie mit Küchenutensilien. In einer zweiten gibt es einen Aufenthaltsraum mit neun Plätzen. In der dritten und vierten befinden sich die Betten und in der fünften sind die Toiletten mit fliessendem Wasser. Die Heizung ist holzbefeuert, die Beleuchtung elektrisch.
Die Hütte ist Etappenort des Via Alta Vallemaggia (VAVM).

## Zustieg
- Von Maggia TI (372 m ü. M.) kann die Hütte in 5 ½ Stunden Gehzeit erreicht werden. Schwierigkeitsgrad T3-. Der Weg beginnt oberhalb des Dorfes Maggia beim Wasserfall von Salto.
- Von Brione (Verzasca) (756 m ü. M.) via Scimarmota in 4 ½ Stunden
- Von Brione Verzasca via Capanna Starlaresc, Passo Deva in 4 ½ Stunden, T3+

## Übergänge und Nachbarhütten
- Rifugio Starlaresc in 45 Minuten
- Cardada 7 ½ Stunden (1. Etappe VAVM)
- Capanna Nimi über den Madom da Sgióf (2. Etappe  VAVM), in 3 ½  Stunden, T5-[3]
- Capanna Alpe Spluga in 8 ½ Stunden (3. Etappe VAVM)[4]